# علي رضا شاي (آذغان)
علي رضا شاي (بالفارسية: علیرضاچای) هي منطقة سكنية تقع في إيران في قسم آذغان الریفي. يقدر عدد سكانها بـ 269 نسمة .